# Кузьминський провулок
Ку́зьминський прову́лок — провулок у Шевченківському районі міста Києва, місцевість Волейків. Пролягає від вулиці Жамбила Жабаєва до вулиці Степана Руданського. 

## Історія
Виник у 1-й половині XX століття під назвою Нова вулиця. Назву Кузьминський провулок набув 1955 року.
Офіційно ліквідований 1981 року у зв'язку із частковою зміною забудови. 
Попри офіційну ліквідацію провулок продовжує існувати дотепер у вигляді наскрізного проїзду, який підписаний на деяких найновіших картах. У 2010-x роках провулок знову з'явився в офіційних документах міста: його було включено до офіційного довідника «Вулиці міста Києва» та містобудівного кадастру.

## Забудова
У верхній частині (прилягання до вулиці Степана Руданського) провулок має вигляд проїзду між багатоповерховими будинками 2010-х років забудови. В середній частині збереглася стара малоповерхова забудова, приписана до вулиці Жамбила Жабаєва (зокрема, будинок № 16). У нижній частині (прилягання до вулиці Жамбила Жабаєва) провулок являє собою пішохідний спуск між багатоповерховими будинками без наскрізного автомобільного проїзду.